# Nummius Tuscus
Marcus Nummius Archelaus Senecio Tuscus est un sénateur et homme politique de l'Empire romain.

## Biographie
Né vers 262, il est le fils de Marcus Nummius Attidius Senecio Tuscus, consul en 258, et de son épouse, Annia Aurelia Flavia Archelais.
Il est consul en 295 avec pour collègue Caius Annius Anullinus.